# Foce dell'Isonzo - Isola della Cona
Foce dell'Isonzo - Isola della Cona este o arie protejată (arie specială de conservare — SAC, sit de importanță comunitară — SCI, arie de protecție specială avifaunistică — SPA) din Italia întinsă pe o suprafață de 2.668 ha, din care 44 % marine.

## Localizare
Centrul sitului Foce dell'Isonzo - Isola della Cona este situat la coordonatele 45°45′08″N 13°30′32″E / 45.7522°N 13.5089°E.

## Înființare
Situl Foce dell'Isonzo - Isola della Cona a fost declarat sit de importanță comunitară în septembrie 1995 pentru a proteja 3 specii de plante și 146 de specii de animale. Alte tipuri de protecție:
- arie de protecție specială avifaunistică (în februarie 2000)[2]
- arie specială de conservare (în octombrie 2013)[1][3][4]

## Biodiversitate
Situată în ecoregiunea continentală, aria protejată conține 20 de habitate naturale: Pajiștile Spartina (Spartinion maritimae), Terase mlăștinoase și terase nisipoase neacoperite de apă la reflux, Pajiști uscate din regiunea submediteraneeană estică (Scorzoneratalia villosae), Galerii de Salix alba și de Populus alba, Păduri aluvionare cu Alnus glutinosa și Fraxinus excelsior (Alno-Padion, Alnion incanae, Salicion albae), Dune de coastă fixe cu vegetație erbacee („dune gri”), Tufărișuri halofile mediteraneene și termo-atlantice (Sarcocornetea fruticosi), Vegetație anuală la limita mareei, Mlaștini calcaroase cu Cladium mariscus și specii de Caricion davallianae, Râuri de munte și vegetația lor lemnoasă cu Salix elaeagnos, Pajiști umede mediteraneene cu ierburi înalte de Molinio-Holoschoenion, Pășuni mediteraneene udate de apa mării (Juncetalia maritimi), Bancuri de nisip acoperite în permanență slab de apă marină, Ape stătătoare oligotrofe până la mezotrofe, cu vegetație de Littorelletea uniflorae și/sau de Isoëto-Nanojuncetea, Estuare, Fânețe de joasă altitudine (Alopecurus pratensis, Sanguisorba officinalis), Liziere de ierburi înalte hidrofile de câmpie și de nivel montan până la alpin, Salicornia și alte specii anuale care populează regiunile mlăștinoase și nisipoase, Păduri ilirice de stejar și carpen (Erythronio-Carpinion), Cursuri de apă de la nivel de câmpie la nivel montan, cu vegetație Ranunculion fluitantis și Callitricho-Batrachion.
La baza desemnării sitului se află mai multe specii protejate:
- plante (3): Euphrasia marchesettii, Gladiolus palustris, Salicornia veneta
- păsări (128): privighetoare-de-baltă (Acrocephalus melanopogon), pitulice de apă (Acrocephalus paludicola), minunița (Aegolius funereus), pescăruș albastru (Alcedo atthis), rață sulițar (Anas acuta), rață pitică (Anas crecca), rață mare (Anas platyrhynchos), gârliță mare (Anser albifrons), gâscă cenușie (Anser anser), gârliță mică (Anser erythropus), gâscă de semănătură (Anser fabalis), fâsă-de-câmp (Anthus campestris), acvilă de munte (Aquila chrysaetos), acvilă de câmp (Aquila heliaca), egretă mare (Ardea alba), stârc roșu (Ardea purpurea), stârc galben (Ardeola ralloides), ciuf de câmp (Asio flammeus), rață-cu-cap-castaniu (Aythya ferina), rața moțată (Aythya fuligula), rață roșie (Aythya nyroca), buhai de baltă (Botaurus stellaris), Branta leucopsis, gâsca cu piept roșu (Branta ruficollis), buha (Bubo bubo), Bubulcus ibis, Bucephala clangula, șorecar mare (Buteo rufinus), ciocârlie-cu-degete-scurte (Calandrella brachydactyla), fugaci de țărm (Calidris alpina), bătăuș (Calidris pugnax), caprimulg (Caprimulgus europaeus), Cettia cetti, prundăraș de sărătură (Charadrius alexandrinus), Chlamydotis undulata, chirichița cu obraz alb (Chlidonias hybrida), chirighiță neagră (Chlidonias niger), barză albă (Ciconia ciconia), barză neagră (Ciconia nigra), șerpar (Circaetus gallicus), erete de stuf (Circus aeruginosus), erete vânăt (Circus cyaneus), erete alb (Circus macrourus), erete cenușiu (Circus pygargus), Cisticola juncidis, acvilă țipătoare (Clanga clanga), Clangula hyemalis, dumbrăveancă (Coracias garrulus), cristeiul de câmp (Crex crex), gușă vânătă (Cyanecula svecica), Cygnus columbianus bewickii, lebădă de iarnă (Cygnus cygnus), lebădă de vară (Cygnus olor), ciocănitoare neagră (Dryocopus martius), egretă mică (Egretta garzetta), presură de grădină (Emberiza hortulana), Falco biarmicus, șoim de iarnă (Falco columbarius), Falco eleonorae, Falco naumanni, șoim călător (Falco peregrinus), vânturel de seară (Falco vespertinus), muscar-gulerat (Ficedula albicollis), lișiță (Fulica atra), becațină comună (Gallinago gallinago), Gallinago media, cufundar polar (Gavia arctica), cufundar mare (Gavia immer), cufundar mic (Gavia stellata), pescăriță râzătoare (Gelochelidon nilotica), ciovlica roșcată (Glareola pratincola), cocor (Grus grus), vulturul pleșuv sur (Gyps fulvus), scoicar (Haematopus ostralegus), codalb (Haliaeetus albicilla), piciorong (Himantopus himantopus), Hydrocoloeus minutus, pescăriță mare (Hydroprogne caspia), stârc pitic (Ixobrychus minutus), sfrâncioc roșiatic (Lanius collurio), sfrânciocul cu frunte neagră (Lanius minor), Larus genei, pescăruș-cu-cap-negru (Larus melanocephalus), sitar de mal nordic (Limosa lapponica), ciocârlie de pădure (Lullula arborea), rață fluierătoare (Mareca penelope), rață pestriță (Mareca strepera), rață catifelată (Melanitta fusca), rață neagră (Melanitta nigra), Mergellus albellus, cormoran mic (Microcarbo pygmaeus), gaia neagră (Milvus migrans), gaia roșie (Milvus milvus), Numenius arquata arquata, Numenius phaeopus, culic cu cioc subțire (Numenius tenuirostris), stârc de noapte (Nycticorax nycticorax), dropie (Otis tarda), vultur pescar (Pandion haliaetus), pelican mare alb (Pelecanus onocrotalus), viespar (Pernis apivorus), Phalacrocorax aristotelis desmarestii, Phalacrocorax carbo sinensis, notatița cu ciocul subțire (Phalaropus lobatus), Phoenicopterus ruber, ciocănitoare verzuie (Picus canus), lopătar (Platalea leucorodia), țigănuș (Plegadis falcinellus), ploier auriu (Pluvialis apricaria), ploier argintiu (Pluvialis squatarola), corcodel-urechiat (Podiceps auritus), cresteț pestriț (Porzana porzana), Puffinus yelkouan, ciocântors (Recurvirostra avosetta), eider (Somateria mollissima), Spatula clypeata, rață cârâitoare (Spatula querquedula), chiră de baltă (Sterna hirundo), chiră mică (Sternula albifrons), silvie mediteraneană (Sylvia melanocephala), silvie porumbacă (Sylvia nisoria), călifar roșu (Tadorna ferruginea), spârcaci (Tetrax tetrax), chiră de mare (Thalasseus sandvicensis), fluierar de mlaștină (Tringa glareola), Xenus cinereus, Zapornia parva, Zapornia pusilla
- amfibieni (3): izvoraș-cu-burta-galbenă (Bombina variegata), Rana latastei, Triturus carnifex
- mamifere (3): liliac cărămiziu (Myotis emarginatus), liliacul mare cu potcoavă (Rhinolophus ferrumequinum), delfin mare (Tursiops truncatus)
- nevertebrate (2): fluturele purpuriu (Lycaena dispar), Vertigo angustior
- pești (8): sturion de adriatica (Acipenser naccarii), Alosa fallax, Aphanius fasciatus, Cobitis bilineata, Knipowitschia panizzae, Lethenteron zanandreai, Pomatoschistus canestrinii, Salmo marmoratus
- reptile (2): Caretta caretta, țestoasa de baltă (Emys orbicularis)

Pe lângă speciile protejate, pe teritoriul sitului au mai fost identificate 11 specii de plante, 4 specii de amfibieni, 12 specii de mamifere, 5 specii de nevertebrate, 5 specii de pești, 6 specii de reptile.